# Kristine W

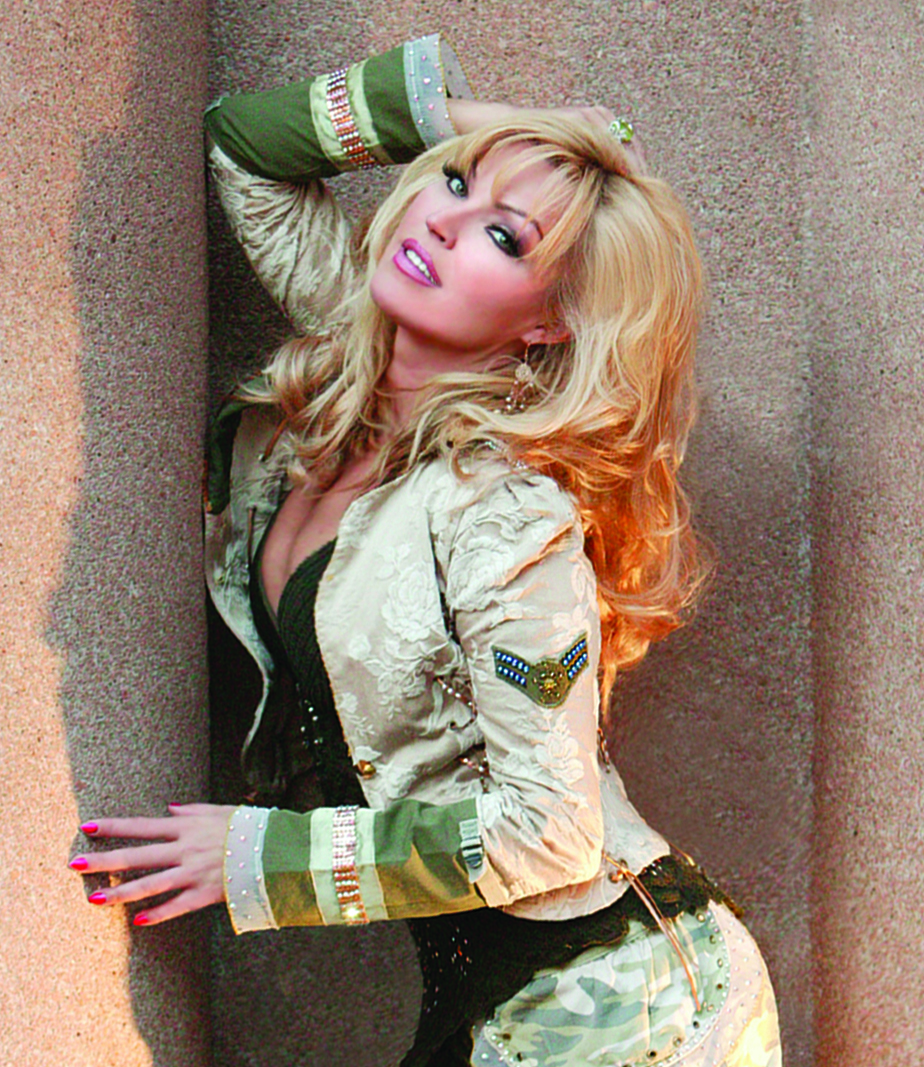
Kristine W

Kristine W, geboren Kristine Weitz, (Pasco (Washington), 3 juni 1962) is een Amerikaanse zangeres. Ze heeft zeven albums uitgebracht, waarvan drie bij grote platenmaatschappijen. Daarnaast verkoopt ze via haar website haar eerste opnamen aan fans. Ze heeft 16 nummer 1-hits gescoord in de Billboard Hot Dance Club Songs in de Verenigde Staten en ze heeft een grote schare fans binnen de danswereld. Wegens haar achtergrond in de (zwarte) kerk noemt Kristine W haar muziek graag gospelhouse. Met de hit Feel What You Want bereikte ze in de zomer van 1994 in Nederland de 4e positie in de Nederlandse Top 40 op destijds Radio 538 en de 5e positie in de toentertijd nieuwe publieke hitlijst; de Mega Top 50 op Radio 3FM.
In Ɓelgië bereikte de single de 22e positie in de voorloper van de Vlaamse Ultratop 50 en de 19e in de Vlaamse Radio 2 Top 30. In Wallonië werd géén notering behaald.
In mei 1996 scoort ze nog een Alarmschijf, Dancesmash en in juni dat jaar een Top 20-hit in zowel de Nederlandse Top 40 op Radio 538 (#17) met One More Try en de Mega Top 50 op Radio 3FM (#16).

## Levensloop

### Jeugd
In het NRC Handelsblad van 13 januari 1997 zegt ze hierover: 'In het dorpje waar ik opgroeide was niets anders te doen dan naar de kerk gaan. Daar was een podium, daar kon je schitteren. Tot mijn achttiende ging ik naar de kerk, vanwege dat kerkkoor. Ik herken nog altijd de zangers en zangeressen die in hun jeugd in de kerk hebben gezongen, want zij leggen de meeste emotie in hun stem. Het komt door de uiteenlopende situaties waar je in de kerk voor komt te staan. Je zingt voor de gemeente, bij bruiloften, bij begrafenissen. Daar moet je allemaal mee om weten te gaan.
Ook vroeger in de kerk schreef Kristine al haar eigen liederen. De voorzangers merkten volgens haar eigen zeggen niet eens dat het haar verzinsels waren. "Als ze iets onbekends hoorden dachten ze dat het een of andere obscure gospelsong was die ze nog niet kenden. Waarschijnlijk waren mijn teksten toch wel geloofwaardig".
Kristine W verdiende jarenlang haar geld in het Hilton in Las Vegas. Daar zong ze vier uur per avond bekende pop- en dance-hits. "Toch heb ik in het Hilton soms dezelfde religieuze ervaring als in de kerk. In beide gevallen komen de mensen vaak serieus binnen en gaan ze monter naar huis. Aan het einde van de dienst, of van de voorstelling, schudden ze elkaar de hand en kunnen ze weer lachen".

### Doorbraak

#### Land Of The Living
In 1996 brengt Kristine W haar eerste eigen cd uit: Land Of The Living. Op Land Of The Living staan songs in de disco-traditie van Donna Summer en Robyn S., soulvolle zang gecombineerd met een standvastige beat. In het Hilton in Las Vegas zingt ze dan nog altijd, maar nu brengt ze haar eigen nummers. Zo is Kristine W een van de eerste artiesten die haar carrière in Las Vegas begon, in plaats van er te eindigen.
'Toen ik zangeres werd wilden de mensen in de platenindustrie me altijd naar hun ideaalbeeld vormen. 'Laat je borsten veranderen, verf je haar, grijp in je kruis, pas je 'sound' aan, klink als Paula Abdul, klink als Janet Jackson'. Allemaal dingen waar ik geen zin in had, want mijn grote voorbeeld was Donna Summer. Ik hoorde Donna Summer het eerst toen ik een jaar of negen was, die nummers als I Feel Love en Love To Love You. Toen wist ik: zoiets wil ik later ook maken. Ik ga de muziek van de kerk combineren met iets swingends. Dat is nu dus gospel-house geworden'.
In 2007 maakt ze met Tony Moran de single Walk Away. 